# Claude Delvincourt
Claude Delvincourt, né à Paris 8e le 12 janvier 1888 et mort le 5 avril 1954 à Orbetello (Italie), est un pianiste et compositeur français.

## Biographie
Il est le fils d'un diplomate, Pierre Delvincourt, et de Marguerite Fourès. Sa vocation s'éveille de bonne heure auprès d'une mère fort bonne pianiste, il prend à 7 ans ses premiers cours de piano. Il a pour maître un ami de la famille, Léon Boëllmann, puis Henri Büsser, alors jeune prix de Rome. Il manifeste le désir de devenir compositeur, mais son père souhaite qu'il prépare d'abord le concours de Polytechnique. Bachelier ès lettres et ès sciences-mathématiques, il entre néanmoins au Conservatoire de musique et de déclamation à 20 ans et devient l'élève de Georges Caussade et de Charles-Marie Widor. En 1911, il obtient le second premier prix de Rome derrière Paul Paray. Il lui faut attendre 1913 pour que lui soit décerné le premier grand prix pour sa cantate Faust et Hélène, ex æquo avec Lili Boulanger.
Au lendemain de la déclaration de guerre, le 10 août 1914, il s'engage dans l'armée et se bat héroïquement. Le 31 décembre 1915, il est grièvement blessé en Argonne et perd l'usage de son œil gauche. Il faut attendre plus de deux ans la guérison. Sa longue convalescence se passe dans la région de Dieppe, où il sympathise avec le curé de la paroisse Saint-Jacques. En juillet 1926, il prend le poste d'organiste de cette église et voit la reconstruction de l'orgue par Victor Gonzalez en 1929.
En 1918, il se remet à composer : six poèmes de Maurice d'Assier et un Ave Verum pour soli, chœur, orgue. Son poème symphonique, Offrande à Siva, est une œuvre originale aux couleurs vives, tout comme Ce monde de Rosée, un recueil de 14 anciens uta japonais. Le Bal Vénitien, créé par Walther Straram en 1930, est une suite de cinq danses.
Il écrit pour les voix avec Aurore (Victor Hugo) et Nuit triomphante (Paul Colin). La Source, sur des poèmes de Leconte de Lisle, lui vaut en 1912 la première place au concours d'essai du prix de Rome. En 1926, il compose Boccaceries, cinq pièces pour piano, qui seront orchestrées peu avant sa mort. En 1931, il compose Croquembouches, un recueil de 12 pièces pour piano, Heures juvéniles, Images pour les Contes du Temps passé (à quatre mains).
Le 8 décembre 1935, les Concerts Colonne donnent la première audition de Pamir, suite d'orchestre où l'on retrouve l'essentiel de la musique écrite pour le film La Croisière Jaune. Il compose également six chansons de la Ville et des Champs d'après des airs populaires du XVIIIe siècle, Onchets, cinq mélodies sur des poèmes de René Chalupt, Quatre chansons de Clément Marot. Il compose de la musique de chambre : Quintette avec piano (1907), Trio avec piano (1909), les Danceries, cinq pièces pour violon et piano (1935).
En décembre 1938, le théâtre Montansier de Versailles représente son opéra-bouffe La Femme à Barbe, sur un livret d'André de la Tourasse, que l'Opéra-Comique reprend en octobre 1954. Lucifer, mystère en un prologue et trois épisodes sur un texte de René Dumesnil, inspiré librement du Caïn de Lord Byron, est créé le 15 décembre 1948 à l'Opéra. Cet opéra est caractérisé par l'emploi dans la fosse d'un quatuor vocal tenant lieu de récitant et par les chœurs placés de chaque côté de l'orchestre dans les avant-scènes du rez-de-chaussée et du premier étage. Il faut encore mentionner la musique de scène d'Œdipe-Roi dans l'adaptation de Gabriel Boissy (Orange : 1939), la musique de scène du Bourgeois Gentilhomme, la charmante Radio-Sérénade, qu'il avait écrite en 1914 sous le titre Sérénade. En 1947, il ajoute à son Ave Verum, écrit en 1921, trois autres motets (Ave Maria, Tu es Petrus et un Tantum ergo) donnés en première audition le 4 mars 1951 aux Concerts Lamoureux.
Il succède le 15 avril 1941 à Henri Rabaud à la tête du Conservatoire. Pendant l'Occupation, il parvient, avec l’aide de l'organiste et professeur d'orgue Marie-Louise Boëllmann et de Jacques Chailley, à soustraire ses élèves au STO institué par la loi du 16 février 1943 en réunissant les élèves concernés par cette mesure pour former l'Orchestre des Cadets du Conservatoire. Il parvient à convaincre les autorités allemandes que de cette manière ces jeunes gens s’acquittent de leurs obligations. Lors du premier concert de l’Orchestre des Cadets du Conservatoire, le 12 décembre 1943, Roger Désormière dirige une symphonie de Joseph Haydn, mais surtout des œuvres de musique française. Les musiciens français restèrent au programme de l’orchestre par la suite.
Toutefois, au printemps 1944, les Allemands s'aperçoivent de la supercherie. Delvincourt gagne du temps, fournit aux élèves menacés de faux papiers d’identité, et les aide à entrer dans la clandestinité. Bientôt c'est lui-même qui doit disparaître, caché par un ami juif rue de Messine, jusqu'à la Libération.
Ancien Croix de feu, Delvincourt avait également rejoint les rangs du Front national des musiciens, organisation de résistance à l'occupant, créée à l'instigation du Parti communiste français.
En 1953, il institue un cours obligatoire de culture générale pour tous les élèves du Conservatoire afin de sortir le musicien de son isolement.
Le Quatuor à cordes est le dernier ouvrage qu'il a achevé, et c'est en se rendant à Rome pour la première audition qu'il est victime de l'accident de voiture survenu sur une route d'Orbetello (province de Grosseto, en Italie) qui lui coûta la vie. « J'ai voulu que ce quatuor fût une musique entièrement gratuite ; je ne veux pas être prisonnier d'aucun système, d'aucune doctrine, et je me suis gardé de me laisser envahir par une préoccupation littéraire. » Il laisse inachevé un concerto pour piano.
Il est inhumé au cimetière du Père-Lachaise (14e division).
Un portrait de Claude Delvincourt dessiné par Roger Guit est conservé au Musée Carnavalet à Paris.
L'Association des amis de Claude Delvincourt est présidée par Damien Top.

## Œuvres principales

### Orchestre
- Sérénade ou Radio-Sérénade, suite pour orchestre (1914)
- Typhaon, poème symphonique (1914)
- L'offrande à Siva, poème chorégraphique pour grand orchestre (1921)
- Boccacerie, portraits pour le "Décaméron", version pour orchestre (1924)
- Croquembouches, neuf pièces pour orchestre (1954)
- Bal vénitien, suite pour orchestre (1927)
- Prélude chorégraphique pour orchestre (1931)
- Ce Monde de rosée, version pour orchestre (1934)
- Film d'Asie, suite pour orchestre (1937) d'après le documentaire "La Croisière jaune" (1934)
- Pamir, suite pour grand orchestre (1938)
- Concerto pour piano et orchestre, inachevé (1954)

### Musique de chambre
- Sonate de jeunesse indédite pour violon et piano (1907)[4]
- Quintette pour piano et cordes (1908)
- Trio pour piano, violon et violoncelle (1909)
- Sonate pour violon et piano (1919)[5]
- Croquembouches pour saxophone et piano (1929)
- Danceries, cinq pièces pour violon et piano (1930)[6]
- Contemplation pour violon et piano (1935)[7]
- Quatuor à cordes (posthume) pour deux violons, alto et violoncelle (1954)

### Œuvres pour instruments solos
- Cinq Pièces pour le piano (1923)
- Boccacerie, cinq portraits pour le "Décaméron" pour piano (également version pour orchestre) (1926)
- Croquembouches, douze pièces pour piano (1926)
- Bal vénitien, suite pour orchestre, réduction pour deux pianos (1927)
- Heures juvéniles, douze pièces pour piano (1928)
- Images pour les contes du temps passé, pour piano à quatre mains (1935)
- Trois Pièces pour orgue (Marche d'église - Méditation - Sortie de fête) (1937)

### Œuvres vocales et chorales
- Thestylis, pour soprano et orchestre, d'après le poème de Leconte de Lisle (1908)
- Hodie Christus natus, pour chœur, hautbois, basson et orgue (1909)
- Aurore, chœur pour voix de femmes et orchestre (ou piano), d'après le poème de Victor Hugo (1910)
- Acis et Galathée, cantate ; poème d'Eugène Adenis (1910)
- Nuit tombante, pour chœur mixte et orchestre (ou piano), d'après le poème de Victor Hugo (1911)
- Yanitza, cantate - Second Grand Prix de Rome (1911)
- La Source, chœur pour voix de femmes et orchestre (ou piano) (1912)
- Fulvia, cantate (1912)
- Berceuse, mélodie pour chant et piano, d'après le poème de Maurice d'Assier (1912)
- Faust et Hélène, cantate - Premier Grand Prix de Rome ; poème d'Eugène Adenis (1913)
- Cinq Mélodies pour chant et piano, d'après des poèmes de Maurice d'Assier (1914)
- Ave Verum, Tota pulchra es, motets pour chœur mixte, solo, orgue et cordes (1920)
- Ce Monde de rosée, quatorze Utas traduits du japonais (1925)
- Onchets, cinq mélodies sur des poèmes de René Chalupt (1929)
- Chansons de la ville et des champs, six mélodies dans le style populaire (1933)
- Quatre chansons de Clément Marot, mélodies pour soprano et piano (ou orchestre) (1935)
- Pater Noster, pour mezzo soprano (ou soprano) et orgue (1937)
- Mélodie pour chant et piano, d'après le poème "Un éventail, un sourire" de Pierre Bedat de Monlaur (1942)
- Salut solennel en sol, pour chœur, soli, orgue et orchestre (1948)

### Musiques de scène
- La femme à barbe, farce en deux actes ; livret d'André de la Tourasse (1936)
- Automne, musique de scène avec chœurs (1937)
- Œdipe-roi, musique de scène avec chœurs (1939)
- Lucifer ou Le Mystère de Caïn, mystère en un prologue et trois épisodes ; livret de René Dumesnil (1940)

### Musiques de film et de documentaire
- La Croisière jaune, documentaire de Léon Poirier et André Sauvage (1934)
- L'Appel du silence, film de Léon Poirier (1935)
- Sœurs d'armes, film de Léon Poirier (1937)
- Brazza ou l'Épopée du Congo, film de Léon Poirier (1940)

## Discographie
- Quatuor à cordes, Quintette avec piano (musique de chambre vol. 2), Quintette Syntonia, CiAR Classics (2024)
- L’œuvre pour piano (vol. 1), Diane Andersen, Azur Classical (2018)
- L’œuvre pour violon et piano (musique de chambre vol. 1), Eliot Lawson (violon), Diane Andersen (piano), Azur Classical (2014)